# Бутба, Беслан Тикович
Беслан Тикович Бутба (абх. Беслан Быҭәба; род. 7 февраля 1960, Члоу, Очамчырский район, Абхазская АССР) — абхазский политик и бизнесмен, кандидат на президентских выборах 2009 года.

## Биография
Родился 7 февраля 1960 года в Члоу, Очамчырского района, Абхазская АССР.
В 1983 году окончил Московский инженерно-строительный институт им. Куйбышева.
В 2009 году защитил кандидатскую диссертацию в Москве. В 2011 году получил степень доктора наук в тульском отделении российского Межотраслевого центра эргономических исследований и разработок, защитив диссертацию по теме «Управление деятельностью интегрированных бизнес-групп в России».
Женат на Марине Владимировне Бутба, владелице гостиницы «Рица». Воспитывает четверых детей.

## Карьера
В 1989 году занялся частным бизнесом, создав строительный кооператив.
С 2002 по 2007 год являлся депутатом Народного собрания Республики Абхазия, возглавлял Комитет по межпарламентским связям. 
С 2005 года является президентом футбольного клуба «Нарт» (Сухум).
В сентябре 2007 года избран председателем Партии экономического развития Абхазии (ЭРА). 
В 2007 году основал телеканал «Абаза ТВ».
В 2012—2014 годах вновь являлся депутатом Народного собрания. В 2013 году был назначен Специальным представителем Президента по сотрудничеству со странами Центральной и Южной Америки.
C сентября 2014 до марта 2015 года занимал пост премьер-министра Абхазии.
21 апреля 2015 года он был назначен полпредом президента Абхазии по торгово-экономическому сотрудничеству с иностранными государствами в ранге вице-премьера республики.

## Судебные разбирательства
В феврале 2015 года Бутба взял у бывшего председателя Нацбанка Абхазии Даура Барганджии в долг по договору займа 110,8 миллионов рублей на строительство торгового центра в Сухуме. Деньги не были своевременно возвращены, после чего Барганджия потребовал вернуть их в судебном порядке.
Также ряд СМИ указывают на связь Бутбы с покушением на предпринимателя Михаила Еваленко.
С момента начала судебных разбирательств Бутба скрывается в Швейцарии.